# Американский ниндзя 2: Столкновение
«Американский ниндзя 2: Схватка» (англ. American Ninja 2: The Confrontation) — фильм 1987 года, снятый режиссёром Сэмом Ферстенбергом. Продолжение фильма «Американский ниндзя».
В Советском Союзе фильм распространялся на видеокассетах в авторских одноголосых переводах Андрея Гаврилова и Юрия Живова.

## Сюжет
Джо Армстронг и Кёртис Джексон отправляются на остров Святого Томаса в Карибском море, чтобы помочь Корпусу морской пехоты в расследовании исчезновения своих солдат. Командир «Дикий Билл» Вудворд информирует их о ситуации: четверо морских пехотинцев были взяты в плен, но он не знает, кто они и что с ними. Мальчик по имени Тото является единственным свидетелем того, как двое солдат, избитых бандой, были захвачены группой мужчин в чёрных костюмах. Переглядываясь, они поняли, что уже бывали ранее в похожей ситуации
После прибытия Чарли МакДональд предлагает им покататься на водных лыжах. Томми Тейлор принимает их на своей лодке на острове Мангровых Деревьев, но затем саботирует решение, отцепив моторный источник. Каждый сам решает плыть, но Джо попадает под подозрение и хочет оставаться на берегу. Вскоре после этого он подвергается нападению ниндзя, но его спасает Кёртис. От их отчёта отказываются, и Вудворд даёт им неделю на то, чтобы заняться расследованием. Берк, во время телефонного разговора с Тейлором, просит Томми заманить Армстронга в ловушку и встретиться с ним в баре «Слепой нищий». Уже в кафе Джо подвергается нападению той же группы головорезов и продолжает добиваться от Тейлора информации о наркоторговце по прозвищу Лео, прежде чем он будет убит ниндзя. Джо и Кёртис сообщают об этом Дикому Биллу, который говорит им, что Тейлор сказал о местоположении, в котором Лео проводит свои эксперименты— остров Чёрной Бороды. Дикий Билл для него всё, но в ожидании одобрения, он приглашает их на бал губернатора. Прибыв на место, инспектор Сингх обвиняет Армстронга в убийстве Тейлора.
Дикий Билл даёт разрешение Джексону и Армстронгу, чтобы спасти девушку по имени Алисия Санборн после того, как она была взята местными бандитами после аварии на балу, где в то время находился Лео. Джексон и Армстронг (вместе с Чарли) следуют за ними в бар «Слепой нищий», дерутся с местной бандой и убегают. Они забирают Дикого Билла с бала, составляют рассказ об Армстронге и, чтобы избежать допроса Сингха, исчезают. Армстронг следит за Алисией с помощью Тото, но подвергается нападению ниндзя. Он берёт их в одиночку, прежде чем быть спасённым вождением грузовика Тото. Одному из ниндзя удаётся сесть в транспорт, но Армстронг вынуждает Тото и Алисию выпрыгнуть из грузовика, прежде чем сам Армстронг подскочит. Автомобиль врезался в канистры с бензином и дом, взорвав сам грузовик и убив ниндзя. Джо и Алисия отправляются на лодку, в то время как Джо даёт Тото указания, чтобы передать Дикому Биллу, что они находятся на пути к острову Чёрной Бороды. Они должны ждать до тех пор, пока береговая охрана находится в воде, и ждать до тех пор, пока не наступит темнота. Алисия говорит Джо о планах её отца в научном прорыве лечения рака, прежде чем Берк (он же Лео) купил свою лабораторию и имел другие планы. Джексон и другие морские пехотинцы должны ждать на базе сигнала от посла, но Армстронг настаивает на своём.
Джо и Алисия достигают острова и проникают в лабораторию, надевая одежду ниндзя, в то время как Берк вводит свою программу Superninja. Они спасают профессора Санборна, который сообщает Джо, где пленные морские пехотинцы удерживаются. Джо спасает пленных морпехов, но пытаясь убежать, был пойман. Все меряются силами против группы ниндзя. Джо и морпехи в конечном счёте получают сначала власть, но ниндзя в конечном счёте убивают всех, кроме двух морских пехотинцев. Морские пехотинцы организовывают нападение на базу и показывают, что губернатор и инспектор Сингх тоже являются частью схемы Берка. Губернатор арестован Диким Биллом и его людьми, в то время как судьба Сингха неизвестна. Профессор противостоит Берку и уничтожает его программу Superninja с бомбой с дистанционным управлением, убивая их обоих. Джо Армстронг проводит одно заключительное сражение с Тодзё Кеном и убивает его. Морские пехотинцы покидают остров и празднуют, в то время как Джексон и Армстронг прощаются с друзьями перед возвращением в США.

## В ролях
| Актёр             | Роль                         |
| ----------------- | ---------------------------- |
| Майкл Дудикофф    | сержант Джо Армстронг        |
| Стив Джеймс       | сержант Кёртис Джексон       |
| Мишель Боте       | Алисия Санборн               |
| Гэри Конуэй       | Лео Бёрк                     |
| Ларри Пойндекстер | сержант Чарли МакДональд     |
| Майк Стоун        | Тодзё Кен                    |
| Джефф Челентано   | капитан «Дикий Билл» Вудворд |